# Белянская, Анжела Михайловна
Анже́ла Миха́йловна Белянская (род. 3 июля 1967, Минск, Белорусская ССР, СССР) — российская актриса театра и кино. Заслуженная артистка Российской Федерации (2019).

## Биография
Родилась 3 июля 1967 года в Минске.
В 1990 году окончила Школу-студию МХАТ на курсе А. А. Калягина. В 1991 году стала актрисой Московского Международного театрального Центра имени М. Н. Ермоловой под управлением художественного руководителя В. В. Фокина.
С 2000 года по настоящее время — актриса театра «Et Cetera». Художественный руководитель театра Александр Калягин: «Моя ученица. Сейчас с трудом в ней узнаю ту скромную девочку, котором приехала из Минска учиться на артистку. Я долго уговаривал её войти в нашу труппу и был рад, когда она пришла работать в театр „Et Cetera“. Анжела — актриса тонкая и стильная, у неё замечательный сценический вкус».
В 1992 году сыграла в фильме «Дюба-дюба» режиссёра Александра Хвана. В 1993 году фильм был участником Международного кинофестиваля в Каннах.
Снималась в эпизодах сериалов «Марш Турецкого», «Таксистка», «Глухарь», «Склифосовский», «Кухня», «Домашний арест» и других.
Была ведущей программы «Я — мама» на канале ТВ Центр.
За роль Марины Мнишек в спектакле Андрея Максимова «Комедия о настоящей беде московскому государству, о царе Борисе и о Гришке Отрепьеве…» была названа газетой «Комсомольская правда» лучшей актрисой сезона.
В 2008 году озвучила анимационного персонажа — кошку по имени Варежка в трёхмерном анимационном фильме «Вольт».

## Театральные постановки
- 2016 — «Утиная охота»[2]
- 2012 — «Моя Марусечка»
- 2011 — «Похождения Шипова, или старинный водевиль»
- 2010 — «Ваня и Крокодил»
- 2010 — «Надежда, вера и любовь…»
- 2008 — «Королевская корова»
- 2007 — «451 по Фаренгейту»
- 2003 — «Люсьет Готье, или Стреляй сразу!»
- 2001 — «Король Убю»
- 1999 — «Тайна тетушки Мэлкин»
- 1999 — «Сальери Forever»
- 1994 — «Комедия о настоящей беде московскому государству, о царе Борисе и о Гришке Отрепьеве…»[3]

## Избранная фильмография
- 1977 — Три весёлые смены — Шура
- 1992 — Дюба-дюба — Таня Воробьёва
- 1995 — Красная вишня
- 1996 — Искусство умирать
- 2001 — Марш Турецкого — в эпизоде (1 серия 2 сезона)
- 2003 — Таксистка — Наташа (11 серия 1 сезона)
- 2010 — Глухарь — женщина (54 серия 3 сезона)
- 2013 — Склифосовский — Тамара, мать Вани  (3 сезон)
- 2013 — Мирт обыкновенный — мать Иры
- 2014 — Весной расцветает любовь — Алла Владимировна Жукова, мать Марины
- 2014 — Взгляд из вечности — Варя, жена Семёна
- 2014 — Любовь напрокат — Клавдия
- 2014 — Перевозчик — директор гимназии
- 2014 — Поздние цветы — Клава, администратор в салоне красоты
- 2015 — Медсестра — пациентка
- 2015 — Метод — жертва Птахи
- 2016 — СуперБобровы — риэлтор
- 2016 — Кухня — Галина, мать Светы (115 серия)
- 2018 — Домашний арест — в эпизоде (6 серия)
- 2018 — Скорая помощь — Скворцова
- 2019 — Детки — Ольга, мать Лины
- 2020 — Право выбора — Холодова, врач
- 2021 — Инсомния — Татьяна
- 2021 — Кулагины — Каледина
- 2022 — Обоюдное согласие — директор школы

## Озвучивание
- 2008 — Вольт (мультфильм) — Варежка
- 2009 — Супер Рино (мультфильм) — Варежка
- 2011 — Турнир Долины Фей — Ферн
- 2012 — Феи: Тайна зимнего леса — фея Мэри
- 2013 — Тор 2: Царство тьмы — эпизодическая роль

## Награды и звания
- Почётный деятель искусств города Москвы (7 ноября 2016 года) — за большой вклад в развитие культуры и многолетнюю творческую деятельность[4].
- Заслуженная артистка Российской Федерации (19 декабря 2019 года) — за большой вклад в развитие отечественной культуры и искусства, многолетнюю плодотворную деятельность[5].